# El Tiempo (Colombia)
El Tiempo es un periódico colombiano fundado el 30 de enero de 1911 por Alfonso Villegas Restrepo. Es en la actualidad el diario de mayor circulación en Colombia y durante siete años prácticamente el único de circulación nacional, debido a la crisis de su principal competidor, El Espectador, que en 2001 se convirtió en semanario, pero volvió a ser diario en 2008. El Tiempo es considerado un periódico de referencia para Colombia.  Su propietario es el grupo económico liderado por el empresario colombiano Luis Carlos Sarmiento Angulo, que le compró su parte al Grupo Planeta de España, en marzo de 2012. Dos meses más tarde, se conoció que Sarmiento Angulo también adquirió la participación de los accionistas minoritarios: Abdón Espinosa Valderrama y los miembros de la Familia Santos. El diario es la base del conglomerado de medios conocido como El Tiempo Casa Editorial (ETCE). 
Según el Estudio General de Medios de 2015, tuvo 3 515 548 lectores en todas sus plataformas, con un promedio de 969 713 lectores de la edición impresa, de lunes a sábado y 1 695 107 de la edición dominical.

## Historia

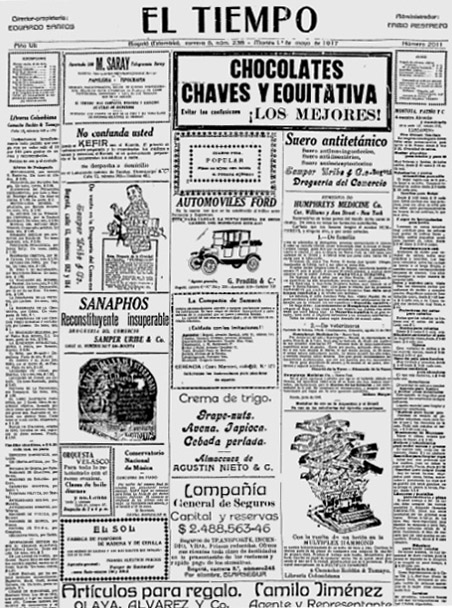
Primera edición de El Tiempo con su logotipo tradicional, publicada el 1° de mayo de 1917.

El periódico fue fundado el 30 de enero de 1911 por Alfonso Villegas Restrepo empezando con 300 ejemplares de cuatro páginas, en tamaño octavo de pliego. Ideológicamente, se alineó con la Unión Republicana, coalición que había llevado al poder al entonces presidente Carlos E. Restrepo.

### Los comienzos
Sus primeras oficinas se ubicaron en una casa en el marco del Parque Santander. No contaba con equipos de impresión, por lo que el diario se editaba en las prensas de la “Gaceta Republicana”. Unos meses más tarde, en julio de 1911, se trasladó a otra edificación del mismo parque, en el costado en donde actualmente se encuentra el Museo del Oro. Allí ya pudo imprimirse en sus propias maquinarias, pero la composición de las páginas se seguía realizando manualmente, letra por letra, con caracteres de plomo. Un tercer traslado tuvo lugar en marzo de 1912, a la calle 14, cerca de la calle Florián, sector en el que hasta finales del siglo XX funcionó la Bolsa de Valores de Bogotá. En la nueva sede quedaban las oficinas del periódico, los talleres de impresión y en el piso superior, la residencia de la familia Villegas Restrepo.
Tras la muerte de doña Carlota Restrepo de Villegas, madre del fundador, este se retiró transitoriamente de la dirección del diario, siendo remplazado por Tomás Rueda Vargas. Para junio de 1913, dado el evidente fracaso de la Unión Republicana y el hecho de que el periódico tenía bastantes deudas, Villegas optó por retirarse de la política y del periodismo. Le vendió la empresa al joven funcionario del Ministerio de Relaciones Exteriores, Eduardo Santos Montejo, quien venía siendo columnista de la publicación desde su segunda edición. El valor de la negociación fue de cinco mil pesos, que Santos pagó con dineros provenientes de un préstamo bancario. A partir del número 686, del 10 de julio de 1913, Eduardo Santos figuró como único director-propietario de El Tiempo. Cuatro años más tarde, Santos se casó con doña Lorenza Villegas, hermana del fundador del diario.
Para resolver el caos económico dejado por su predecesor, Santos designó a Fabio Restrepo como gerente. Este saneó las finanzas del diario, pagó las deudas y administró el diario durante los siguientes 36 años. En la parte periodística, Enrique Santos Montejo "Calibán", hermano de Eduardo Santos y fundador de La Linterna, de Tunja, se sumó a las páginas editoriales. Empezó a publicar el 20 de agosto de 1915, su columna "Danza de las Horas", la cual escribió hasta su fallecimiento, en septiembre de 1971. La llegada de Eduardo Santos a la dirección de El Tiempo significó su paulatino alejamiento del republicanismo. Para 1921, el diario proclamó su adhesión total al ideario del Partido Liberal, que en esa época era minoría en el Congreso y opositor al conservatismo, colectividad que se mantenía hegemónicamente en el poder desde 1886. 
Los progresos en cuanto a tecnología, formato, diseño y recursos informativos fueron apareciendo. En 1915, comenzó a publicar información de la agencia de noticias Reuter. Tres años después, se afilió también a la Associated Press. El 1 de mayo de 1917, se publicó por primera vez el cabezote con el logotipo tradicional del periódico, que con pequeñas variaciones se conserva hasta la actualidad. Para 1918, fue incorporado el sistema de composición en linotipo, y a partir del 25 de julio de 1919, El Tiempo empezó a ser impreso en una rotativa Dúplex. En 1920, la publicación ya tenía un tiraje de más de diez mil ejemplares de ocho páginas. En 1926, se adquirió una segunda máquina Dúplex, la cual permitió que se imprimieran quince mil periódicos de 24 páginas por hora. La empresa aérea Scadta, hoy Avianca, llevó en avión por primera vez a Barranquilla la edición de El Tiempo, en 1928.

### De la oposición al gobierno
El desprestigio del conservatismo, -que, producto de 44 años consecutivos ejerciendo la presidencia llegó a los comicios dividido en dos vertientes-, el clima social caldeado por hechos violentos como la masacre de las bananeras, y la crisis económica mundial de 1929, llevaron a la victoria del candidato liberal Enrique Olaya Herrera, en 1930.
Uno de los factores claves para el triunfo fue la influencia que tuvo El Tiempo tanto en la escogencia del candidato como en la campaña editorial que realizó a su favor, máxime si se tiene en cuenta que el jefe de debate de Olaya era Eduardo Santos. Y era apenas el primer paso. Durante los cuatro mandatos de la hegemonía liberal, el periódico se consolidó como el medio de comunicación de mayor poder sobre la opinión pública, no solo dentro del liberalismo sino en toda la clase dirigente nacional.
En los cuatrienios de Olaya Herrera y Alfonso López Pumarejo, y aprovechando el enorme prestigio que había ganado con el periódico en su labor de afianzamiento del liberalismo en el poder, Santos ejerció varios cargos públicos, tales como ministro de Relaciones Exteriores, embajador de Colombia ante la Sociedad de Naciones, ministro plenipotenciario en Europa, gobernador de Santander, diputado a la Asamblea de Cundinamarca, representante a la Cámara y presidente del Senado. Luego se lanzó a la candidatura presidencial para el período 1938-1942, dejando el 27 de febrero de 1937 la dirección de El Tiempo a Germán Arciniegas, que a su vez fue reemplazado por Roberto García-Peña "Ayax", el 1 de abril de 1939. Una vez terminado su mandato como Presidente de la República, Eduardo Santos siguió figurando en el organigrama del periódico hasta su muerte como "Director-Propietario".

### Del gobierno a la oposición
Para las elecciones presidenciales de 1946, el liberalismo llegó a las urnas dividido en dos bandos: el oficialista, con Gabriel Turbay, candidato apoyado por el director del partido (que era el propio Eduardo Santos) y por ende contaba con el respaldo de El Tiempo, y el sector disidente, liderado por Jorge Eliécer Gaitán. Mariano Ospina Pérez, candidato único del conservatismo, se impuso en las votaciones y durante su mandato se desarrolló plenamente La Violencia partidista entre liberales y conservadores, cuyo hecho más grave fue el asesinato de Gaitán, suceso conocido popularmente como El Bogotazo, el 9 de abril de 1948. Debido a los serios incidentes de orden público que tuvieron lugar en la capital, El Tiempo, al igual que su colega El Espectador, dejó de circular por tres días. Ese mismo año, se puso en funcionamiento la rotativa Goss, que permitió imprimir quince mil ejemplares de 48 páginas por hora.
La situación política continuó empeorando. Ospina cerró el Congreso, decretó el estado de sitio y se impuso la censura. El 6 de septiembre de 1952, las instalaciones de El Tiempo, El Espectador, la dirección del Partido Liberal y las residencias de Alfonso López Pumarejo y Carlos Lleras Restrepo fueron saqueadas e incendiadas por una turba de conservadores que asistían al funeral de unos policías asesinados en el Tolima. Tuvo que suspenderse su circulación por 48 horas y durante doce días se publicó en formato tabloide, impreso en equipos prestados. La gente llamó «El Tiempito» a este periódico, por su reducido tamaño.

### Clausura deEl Tiempoy aparición deIntermedio
La censura de prensa, instaurada por Ospina Pérez, y que había continuado durante los gobiernos de Laureano Gómez y Roberto Urdaneta Arbeláez, se intensificó durante la dictadura del general Gustavo Rojas Pinilla. La noche del 3 de agosto de 1955, las instalaciones de El Tiempo fueron militarizadas y se procedió a la clausura del periódico. El pretexto para el cierre fue un telegrama que el director del diario, Roberto García-Peña, le envió a Jorge Mantilla, su homólogo de El Comercio, de Quito, con una serie de rectificaciones y precisiones acerca de una declaración que Rojas Pinilla había dado durante su visita a Ecuador y en la que se atacaba a la prensa liberal colombiana, calificándola de mentirosa, por haber asegurado que unas personas muertas en un accidente de tránsito, en realidad habrían sido asesinadas por un grupo de matones conservadores denominados «Los pájaros» (los fallecidos eran Emilio Correa Uribe, director de «El Diario», de Pereira, y su hijo).
El régimen ordenó a El Tiempo publicar en primera plana una nota en la que se le presentaban disculpas al Presidente de la República por «agraviar injustamente» al gobierno que él encabezaba, ya que la versión oficial, y por tanto, la única permitida, era la del accidente. Al negarse El Tiempo a pedir perdón, se hizo efectivo el Decreto 036 del 4 de agosto de 1955, que determinó la suspensión indefinida de sus ediciones. Semanas después, Rojas se jactó en un discurso de haber sido capaz de destruir a un medio de comunicación que él consideraba un superestado, un gobierno paralelo, y sentenció que «a partir del 4 de agosto de 1955, el país ha quedado notificado de que el Jefe del Estado está en el palacio de los presidentes y no en la redacción de ningún diario».

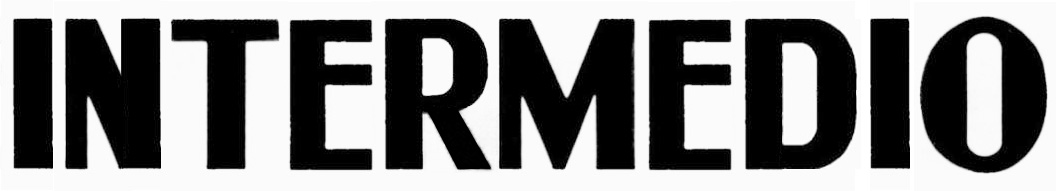
Logotipo de "Intermedio", que circuló en sustitución de El Tiempo, entre el 21 de febrero de 1956 y el 7 de junio de 1957.

Viendo que el cierre del periódico significaba, por un lado, una enorme pérdida económica, y por el otro, el dejar sin trabajo a casi un millar de empleados, Eduardo Santos decidió fundar la Casa Editorial El Tiempo, distribuyendo parte de las acciones que él poseía en compañía de su esposa, entre el grupo familiar Santos, Roberto García-Peña y varios altos funcionarios de vieja data del periódico. Luego de tramitar los permisos necesarios, salió a las calles Intermedio, el 21 de febrero de 1956, bajo la dirección de Enrique Santos «Calibán». El logotipo del cabezote del nuevo diario utilizaba la misma fuente de El Tiempo, e incluso los voceadores lo anunciaban como El Tiempo. El nombre de “Intermedio”, se escogió a propósito, haciendo una alusión velada a que esta situación era apenas una breve pausa, como un entreacto de una obra de teatro, y que el régimen dictatorial no iba a durar mucho. La caricatura de Chapete en la portada de la primera edición era clara al respecto. Un actor en escena saludaba a los asistentes, diciendo: “Respetable público, mil gracias. Y a continuación, unos momentos de Intermedio”. En abril de 1956, ocho meses después del cierre, Rojas le ofreció a los hermanos Santos la opción de que reanudaran la publicación de El Tiempo, pero éstos se negaron. Aunque la censura a Intermedio continuó, fue un tanto permisiva de ahí en adelante.
El 10 de mayo de 1957, tras un paro cívico nacional que se extendió por varios días, Gustavo Rojas Pinilla renunció a la presidencia, nombró una junta militar de cinco integrantes y salió del país. Las manifestaciones de júbilo por la caída de la dictadura se dieron espontáneamente en las ciudades colombianas. Un grupo de ciudadanos se agolpó frente al edificio de El Tiempo, varios de ellos treparon por los balcones y arrancaron el letrero de «Intermedio» que ocultaba el nombre del diario tradicional. Horas más tarde, se anunció que El Tiempo reaparecería tan pronto regresara Eduardo Santos a Colombia (estaba exiliado en Francia) y se dieran las condiciones para volver a publicarlo. La Resolución 0199 del 4 de junio de 1957 anuló la orden de clausura del periódico. “Intermedio” le dijo adiós a sus lectores el 7 de junio, cerrando su editorial de esta manera: «No es una despedida la que estamos escribiendo. Mañana reanudaremos la batalla desde otra trinchera y ya al amparo de más propicios signos (...) Vamos hacia adelante, hacia esa nueva república renacida del caos, del dolor y la desesperanza. El intermedio ha concluido. Va a alzarse el telón.» A su vez, en la Danza de las Horas, «Calibán» agradeció el respaldo que el público le dio al periódico transitorio y señaló la continuidad de su labor nuevamente desde El Tiempo, diciendo: «Así desaparece Intermedio por el foro. Y como en los viejos dramas, sólo nos resta a los actores pedirle al pueblo un aplauso, que es la única recompensa que aspiramos. Y El Tiempo sigue su marcha…»

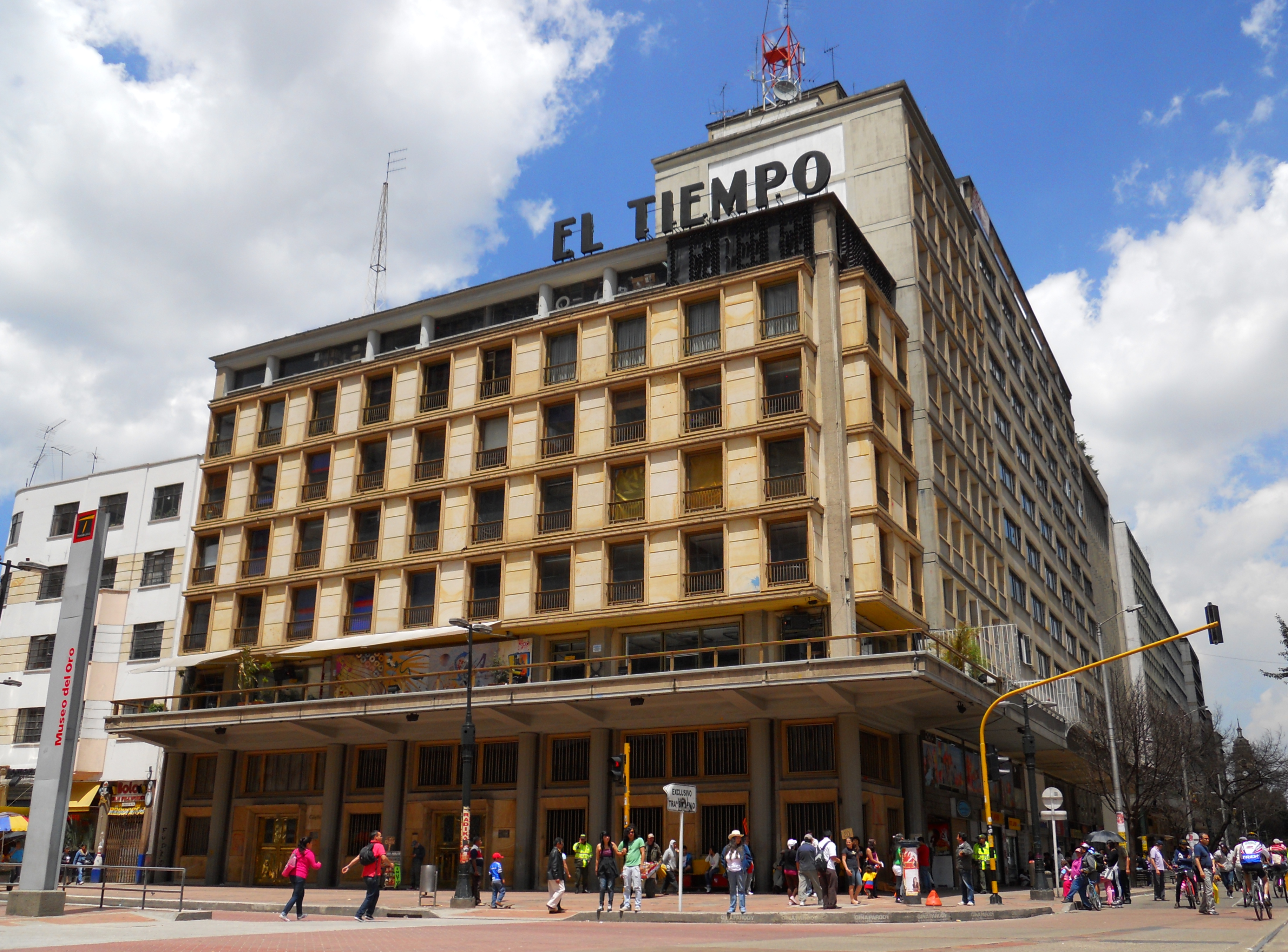
Edificio El Tiempo ubicado en la Avenida Jiménez con Carrera Séptima, en Bogotá. (Actualmente, Sede de la Universidad del Rosario).

### Reaparición y adhesión al Frente Nacional
El Tiempo regresó el 8 de junio de 1957, y a manera de continuación de la caricatura de Chapete en la primera edición de "Intermedio", esta vez presentó en su portada la imagen de un anciano (el tiempo) que, sobre un escenario en el que hay unas cadenas rotas, se dirige al público con la famosa frase de Fray Luis de León: «Como decíamos ayer...» La dictadura había caído no solo por la presión popular sino también de la clase dirigente que se había quedado al margen del poder. Meses antes, Alberto Lleras Camargo en representación del liberalismo y Laureano Gómez por parte de los conservadores habían sostenido reuniones en el exterior, que condujeron al Pacto de Benidorm y al Pacto de Sitges, que sentaron el acuerdo bipartidista que se conoce históricamente como el Frente Nacional, consistente en la alternación de la Presidencia de la República durante los siguientes cuatro períodos y el reparto de los cargos públicos de manera equitativa entre los dos partidos.
En ese nuevo panorama de coexistencia pacífica entre liberales y conservadores, el diario mostró su pleno respaldo al Frente Nacional en sendos titulares a lo ancho de la página y en sus respectivos editoriales, y cambió el lema que lo acompañó durante los días de la violencia, la censura y la dictadura, que rezaba «El Tiempo es un diario liberal al servicio de la patria y de la justicia, que lucha por que los principios democráticos que la carta de los Derechos Humanos consagra como fuero de los pueblos libres, sean una realidad segura para todos los colombianos», por «El Tiempo está al servicio de los ideales de fe democrática y solidaridad patriótica que el Frente Nacional preconiza, y a cuyo amparo, los principios consagrados en la carta de los Derechos Humanos, como fuero de los pueblos libres, han de ser la realidad constante para todos los colombianos». Según algunos expertos, El Tiempo, en aras de la defensa del acuerdo bipartidista, atacaba directamente desde sus titulares, a cualquier otra tendencia política que no encajara en el rojo y azul del Frente Nacional, como sucedió durante la campaña electoral de 1962.

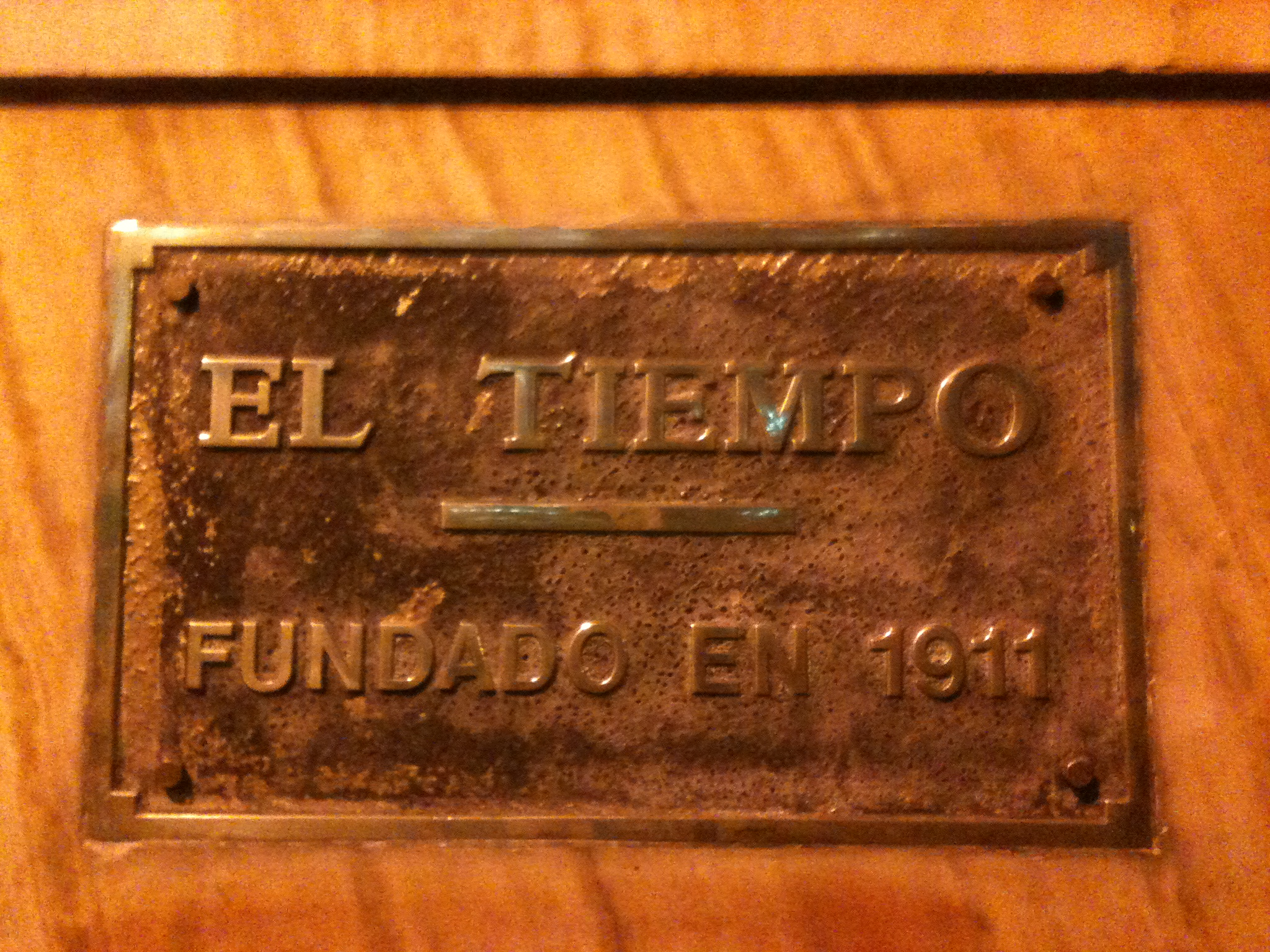
Placa conmemorativa de la fundación del periódico en el Edificio El Tiempo.

Con motivo de los 50 años de fundación del diario, el 30 de enero de 1961, se inauguró oficialmente el Edificio El Tiempo de la Avenida Jiménez con Carrera Séptima y se puso en funcionamiento la rotativa Goss Headliner, con una capacidad de imprimir 50000 periódicos por hora. En esta década también llegó el color a las páginas del periódico. Aunque no eran una novedad, en los años 60 fueron famosas las ediciones extraordinarias, que salieron a la calle más rápido que en épocas anteriores, gracias a los avances tecnológicos, como ocurrió con las del asesinato de John F. Kennedy, el de Robert F. Kennedy, la visita del Papa Paulo VI a Colombia y la llegada del hombre a la Luna. El 16 de enero de 1972, El Tiempo estrenó una nueva diagramación y estilo tipográfico, que con pequeños retoques, se mantuvo vigente hasta marzo de 1988.
La primera parte de la década de 1970, trajo consigo la pérdida de los dos hermanos Santos. Calibán murió el 28 de septiembre de 1971, apenas cuatro días después de escribir por última vez su «Danza de las horas», y el expresidente Eduardo Santos falleció el 27 de marzo de 1974. Al no tener hijos que le sobrevivieran, Eduardo Santos dejó el legado a sus sobrinos, Hernando y Enrique Santos Castillo, quienes quedaron a cargo de administrar la empresa periodística, el primero como subdirector y el segundo como editor general.

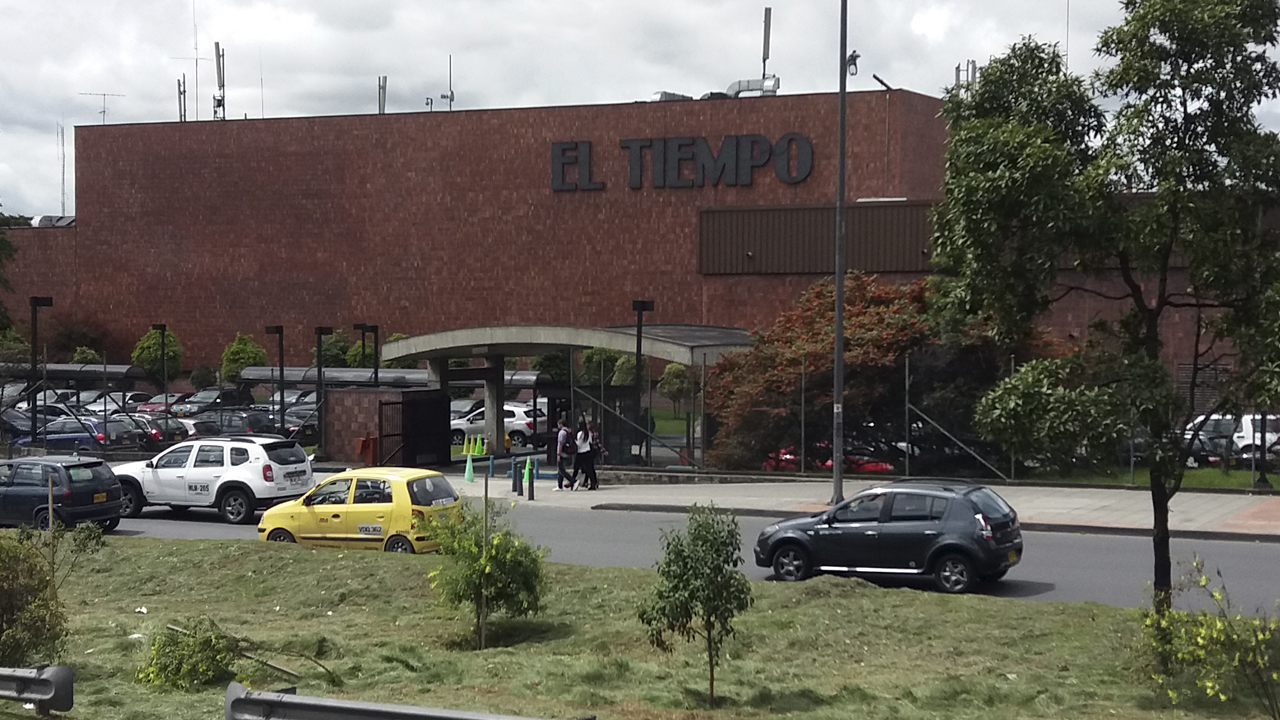
Edificio de El Tiempo en la Avenida El Dorado con carrera 69, en Bogotá.

### Finales delsigloXX
La era del linotipo terminó el 27 de abril de 1978. A partir del día siguiente, El Tiempo trasladó sus oficinas y talleres a su sede actual en la Avenida El Dorado con carrera 69, diseñado por el arquitecto Germán Samper Gnecco. El número 23 285, del viernes 28 de abril, fue editado por el sistema de fotocomposición e impreso en las nuevas rotativas ófset Metro Headliner, con capacidad de imprimir 70 000 ejemplares de 56 páginas a color, por hora. En años posteriores, se adquirieron dos rotativas Metroliner (1981 y 1995) y una Newsliner (1998).
Hernando Santos Castillo "Hersán" sustituyó a Roberto García-Peña el 18 de julio de 1981, y ejerció como director hasta su muerte, en abril de 1999. A su vez, García-Peña pasó a ser "director emérito", hasta su fallecimiento en 1993.
Desde último tercio de los años 70 y comienzos de los 80, el periódico ha publicado revistas especializadas en diferentes temas. Así, aparecieron "Carrusel" (temas femeninos, moda y decoración), el 18 de marzo de 1977, "Elenco" (Televisión, cine, música y farándula), el 1 de noviembre de 1979, "Motor" (Vehículos), el 28 de noviembre de 1981, "Habitar" (Arquitectura), el 5 de noviembre de 1983, y "Viajar" (Turismo), el 9 de noviembre de 1983.
Para celebrar la edición 25000, se creó la llamada "Cápsula de El Tiempo", un dispositivo hermético en el que se depositaron 1408 elementos pertenecientes a la vida cotidiana del siglo XX, entregados por ciudadanos de todo el país. La cápsula fue enterrada en el jardín del edificio, el 3 de marzo de 1983, y deberá ser abierta en julio de 2052, cuando El Tiempo llegue a la edición 50 mil. Como hecho curioso, el presidente Belisario Betancur, falló a la hora de activar el mecanismo de cierre. Para respetar el protocolo, hubo que esperar a que los invitados se fueran, y a la madrugada, extrajeron la cápsula, se le inyectó nitrógeno y argón, la sellaron y la sepultaron nuevamente bajo concreto.
A raíz de la ola de violencia desatada contra los periodistas por parte del narcotráfico a mediados de los 80, y luego del asesinato de Guillermo Cano Isaza, director de El Espectador, El Tiempo, los principales periódicos nacionales, noticieros de radio y televisión, y revistas de opinión, formaron el "Frente Unido", a través del cual los medios agrupados produjeron, redactaron y publicaron de manera conjunta y simultánea una serie de informes especiales en los que revelaban los vínculos de los narcotraficantes con la actividad política, económica y social del país, y su responsabilidad en las acciones contra los comunicadores.
El 21 de marzo de 1988 se presentó la nueva diagramación del periódico, luego de un proceso que había comenzado internamente desde el año anterior. Salvo algunas modificaciones menores introducidas en el 2000, entre las cuales estuvo la reducción del formato, de 35cm x 58cm a 32cm x 56cm, este diseño permaneció hasta 2010. Las ediciones dominicales, por otra parte, fueron sometidas a cuatro cambios sustanciales, en 1990, 1994, 1997 y 2000.
Con la creación de las ediciones regionales, fueron naciendo diferentes separatas dedicadas a cada parte del país, tales como "El Tiempo Cali", en 1991, "Tolima 7 Días", en 1992, "Llano 7 Días" y "Boyacá 7 Días", en 1993, "El Tiempo Caribe", en 1994, "Cundinamarca 7 Días", en 1996, "Café 7 Días", en 1998, y "El Tiempo Medellín", en el 2000. La mayoría de estas separatas empezaron a circular de manera semanal, en formato tabloide, y paulatinamente se convirtieron en secciones diarias, en formato universal.

### SigloXXI
Tras la muerte de Hernando Santos Castillo, asumieron el cargo los últimos directores de El Tiempo pertenecientes a la Familia Santos: Enrique Santos Calderón y Rafael Santos Calderón. El 1 de agosto de 2007 se concretó la adquisición del 55% de las acciones del periódico y el 40% de City TV, por parte del Grupo Planeta. Esto vino a significar, poco después, la llegada a la dirección del periodista Roberto Pombo. Luis Fernando Santos ocupó el cargo simbólico de presidente de la junta directiva, hasta que éste fue suprimido. En la actualidad, únicamente queda Rafael Santos Calderón como director de publicaciones.
El 30 de enero de 2011, El Tiempo cumplió 100 años, y para celebrarlo publicó un especial de 128 páginas, junto a la edición noticiosa de aquel día. Igualmente, en el portal de internet, se colgó una versión digital conmemorativa del centenario.
Ante el fracaso del proceso de la licitación para el tercer canal privado de televisión nacional, en el que estaba concursando el Grupo Planeta para lograr la adjudicación, y por ende, El Tiempo, el conglomerado inversionista español puso en venta su participación en la propiedad de la Casa Editorial. La negociación, mediante la cual el grupo económico del empresario colombiano Luis Carlos Sarmiento Angulo adquirió la parte del Grupo Planeta, quedó concretada entre marzo y abril de 2012. De esta manera, Sarmiento Angulo, que ya tenía un porcentaje accionario menor (el 33%), pasó a controlar el 88% de las acciones del periódico. Poco después, compró la participación accionaria de la Familia Santos y Abdón Espinosa Valderrama, convirtiéndose así en el único propietario del periódico.
A lo largo de la década ha habido dos grandes cambios. El 3 de octubre de 2010 se presentó el rediseño del diario, cuyo desarrollo estuvo a cargo del creativo cubano Mario García. Las opiniones acerca de la nueva imagen del diario estuvieron divididas, pues incluso algunos redactores del periódico señalaron que se puso la faceta visual por encima de la calidad de la información. Esta versión estuvo vigente por siete años. El 22 de octubre de 2017, y luego de 15 meses de preparación, se publicó la edición dominical con una nueva diagramación y diseño, eliminando los cabezotes de colores en los cuadernillos de cada sección, y volviendo a una imagen más clásica y tradicional, que, contrario a la anterior, fue bien recibida por el público.
En marzo de 2025 se inició la construcción de la nueva sede de El Tiempo, ubicada en un lote en la localidad de Fontibón, cerca al Aeropuerto El Dorado, con un área de 15.000 metros cuadrados. Constará de dos edificios: uno para la planta de impresión, con rotativas traídas desde España, y otro para las oficinas administrativas, la redacción del periódico y los estudios de CityTV. Se espera que los trabajos finalicen en el primer semestre de 2026 y el proceso de traslado a las nuevas instalaciones se hará de forma gradual durante ese año. La sede actual será demolida para construir un proyecto de renovación urbanística, a cargo de la firma Construcciones Planificadas S.A. de la Organización Luis Carlos Sarmiento Angulo. El 35 por ciento del predio será ocupado por un parque. Toda la obra quedará terminada en aproximadamente ocho años. 

## Galardones
Tanto directores como redactores, columnistas, reporteros gráficos, periodistas y diseñadores, han sido objeto de numerosos premios y reconocimientos de organizaciones públicas y privadas, y agremiaciones periodísticas con sede en Colombia y en el exterior.

## Portales de internet CEET
Su sitio en internet es la web colombiana más visitada en su país. 
Su alianza con Terra se inició en 2000, luego de absorber los portales Laciudad.com y eureka.com.co, creados por la división de Nuevos Medios de la CEET. Dicha alianza fue disuelta el 15 de agosto de 2006.
Además de presentar la información a medida que el día avanza, el sitio web del eltiempo.com, tiene un archivo digital de noticias publicadas a partir de 1990, y se pueden consultar también la mayoría de ediciones impresas, entrando en el portal de News Google.
Fuertemente vinculado al periódico se encuentra el canal de televisión local Citytv, inaugurado en febrero de 1999.
El 5 de octubre de 2010, inició sus emisiones el Canal El Tiempo, que transmite información de manera continua, las 24 horas. Fue cerrado el 24 de febrero de 2019 por baja audiencia y la crisis general que enfrentan los medios de comunicación en Colombia.

## Controversias
Varias veces se han presentado polémicas entre El Tiempo y El Espectador acerca de las cifras que uno y otro maneja sobre su respectiva circulación. Entre los episodios documentados se encuentran los ocurridos en 1951, 1960, 1962, 1982 y 1994. En todos los casos, El Tiempo señalaba que la circulación debía medirse y certificarse determinando el número de ejemplares que eran comprados por los lectores, tal como estaba estipulado en la metodología del Audit Bureau of Circulations, ABC. El Espectador, por su parte, indicaba que la circulación debía medirse con base en el número de ejemplares impresos y llevados a los puntos de venta. La Anda, Asociación Nacional de Anunciantes, entró a mediar en la discusión y sugirió adoptar la circulación certificada.
Lucas Caballero Calderón, "Klim", columnista destacado de El Tiempo desde los años cuarenta, se retiró de su cargo el 30 de marzo de 1977, como consecuencia del enfrentamiento que a través de sus escritos sostuvo con el entonces presidente Alfonso López Michelsen. Según se supo décadas más tarde, López citó a los directivos del diario y amenazó con dejar la presidencia si "Klim" continuaba atacándolo en sus columnas. Hernando Santos Castillo, subdirector del periódico, se reunió con Caballero y le pidió que moderara su actitud, porque El Tiempo le había dado pleno respaldo al presidente. "Klim" consideró esto como una clara acción de censura contra él y presentó inmediatamente la renuncia. En solidaridad, su hermano, Eduardo Caballero Calderón "Swann" y su primo Enrique Caballero Escovar, también renunciaron.
El diario fue criticado por su respuesta a una columna de la periodista Claudia López, en la que cuestionaba el manejo que se le dio al programa presidencial Agro Ingreso Seguro, y sugería que el diario tenía un conflicto de interés con el entonces candidato presidencial Juan Manuel Santos. Roberto Pombo, director del diario desde 2009, rechazó las acusaciones, interpretó la nota como una renuncia, y despidió a López.
El 18 de septiembre de 2012, José Obdulio Gaviria, exconsejero durante el gobierno de Álvaro Uribe Vélez, publicó una columna titulada «Hay que creerles», en la que hizo una serie de afirmaciones y especulaciones que carecían de la debida verificación, acerca de la negociación de un secuestro y la liberación del rehén por parte de las FARC, en medio del actual proceso de paz con el presidente Juan Manuel Santos. A raíz de la polémica que se generó en los medios de comunicación y redes sociales, El Tiempo se refirió al día siguiente en su editorial, cuestionando fuertemente a Gaviria, e indicando que a pesar de que los columnistas tienen plena libertad de opinión, también deben tener responsabilidad con respecto a lo que escriben, y sobre todo, que cuando hagan señalamientos, deben tener pruebas suficientes que corroboren lo que están afirmando. Roberto Pombo sostuvo que si Gaviria le presentaba su carta de renuncia, él, en su condición de director de El Tiempo, se la aceptaría. El 25 de septiembre, se informó que las directivas de El Tiempo determinaron la suspensión de la columna de Gaviria y su salida del periódico.
El 6 de mayo de 2014, Fernando Londoño, exministro del Interior y colaborador del periódico durante diez años, publicó una columna titulada «El ocho mil de Santos», en la que lanzó duros cuestionamientos al presidente Juan Manuel Santos y estableció una comparación entre la situación actual de su gobierno y la que en su momento tuvo el polémico mandatario Ernesto Samper Pizano, debido al Proceso 8000 que se adelantó en su contra. También mencionó la presunta negociación manejada en secreto entre el gobierno y un grupo de narcotraficantes para su sometimiento a la justicia, en la que el mediador era el controvertido asesor de campaña JJ Rendón. La negociación, según Londoño, se truncó porque Santos prefirió darle prioridad a los Diálogos de La Habana, con las FARC, para impulsar su reelección. En dichos diálogos se encuentra Enrique Santos Calderón, hermano del presidente. Incluso, Londoño acusó a Santos de doblegar el Estado ante las FARC, el comunismo y la izquierda liderada por Cuba, y de, una vez logrado el acuerdo, facilitar el asesinato del expresidente Álvaro Uribe Vélez y el suyo propio, para amedrentar a los simpatizantes de la derecha colombiana.
Ese mismo día, el editorial del diario, titulado «A propósito de una columna», puso en duda lo planteado por Londoño, pues, a su modo de ver, no ofreció ninguna prueba que soportara las acusaciones contra Santos, y que simplemente se limitó a atar cabos y lanzar conjeturas de manera arbitraria. Yendo más allá, el editorial calificó la columna de Londoño como un irrespeto, una falta de decoro y una muestra de la polarización e intolerancia por las ideas ajenas que vive el país. Sin embargo, las directivas de El Tiempo permitieron que se publicara dicho escrito, para no convertir a Fernando Londoño en un mártir de la libertad de expresión. Londoño presentó su carta de renuncia al director, Roberto Pombo, el 7 de mayo de 2014.
Pocos días después de haber escrito en su columna habitual un fuerte cuestionamiento hacia el actual propietario del periódico, Margarita Rosa de Francisco renunció a su espacio de opinión el 16 de febrero de 2021. En el escrito, que causó gran polémica, ella señalaba que Sarmiento Angulo era "innombrable", debido a su enorme poder económico, con el que era dueño de medio país, y político, porque era él y no el otro "innombrable" (el exmandatario Álvaro Uribe Vélez), quien en realidad ponía y quitaba presidentes en Colombia. Luz Ángela Sarmiento, hija del empresario, le contestó también en las páginas editoriales. En el comunicado en el que informó sobre su renuncia, De Francisco manifestó que era un dilema ético seguir escribiendo en un diario cuya postura era contraria a la suya.

## Ediciones impresas deEl Tiempo
Actualmente, el diario imprime nueve diferentes ediciones, de acuerdo con el lugar del país al que van destinadas:
Bogotá: Circula en el Distrito Capital, en donde se publican tres ediciones distintas: Centro-Sur, Lago-Norte y Chapinero-Occidente. La edición estándar se envía también a Cundinamarca, Boyacá, Tolima y Meta, incluyendo en cada caso las secciones "Cundinamarca 7 Días", "Boyacá 7 Días", "Tolima 7 Días" y "Llano 7 Días".
Caribe: Guajira, Cesar, Magdalena, Atlántico, Bolívar, Córdoba y Sucre. Desde octubre de 1991, se imprime en Barranquilla, en una planta propia a la que son enviadas las planchas, vía satélite.
Medellín: Para Antioquia y Chocó.
Eje Cafetero: ("Café 7 Días"): Caldas, Quindío y Risaralda.
Occidente: Valle del Cauca, Cauca y Nariño. Desde octubre de 1991, se imprime en Cali, en una planta propia a la que son enviadas las planchas, vía satélite, desde Bogotá.
Nacional: Es el periódico estándar que circula en el resto del país.
El Tiempo es miembro del Grupo de Diarios América, una organización conformada por once de los periódicos más importantes de Latinoamérica

## Revistas y separatas especiales deEl Tiempo
- Motor:[80] Publicación quincenal de información sobre automóviles. (Primer y último miércoles de cada mes)
- Carrusel:[77] Enfocada al entretenimiento y variedades. (Quincenal, se vende por separado del periódico)
- Habitar: Información sobre vivienda (Mensual, sábado, y sólo para suscriptores)
- Lecturas Dominicales:[140] Suplemento cultural y literario.
- El Tiempo Cali, El Tiempo Medellín, El Tiempo Caribe, Cundinamarca 7 Días, Boyacá 7 Días, Tolima 7 Días, Café 7 Días y Llano 7 Días:[78][87] Son secciones con información local que se insertan con el periódico en cada una de esas regiones.
- Bocas: Revista dominical con reportajes y entrevistas a personajes de actualidad. (Se vende por separado del periódico).
- Clasificados: Páginas dedicadas a avisos pagados por los usuarios para comprar, alquilar o vender bienes y servicios, así como edictos de procesos judiciales. (Actualmente sólo se publican en las ediciones de los viernes, sábado y domingo).